# In the Shadows
In the Shadows es el tercer álbum de estudio de Mercyful Fate. También fue el primer material de la banda desde su reunión en 1992. Fue lanzado en 1993 con el sello Metal Blade Records.
El álbum contiene el bonus track, titulado "Return of the Vampire" el cual fue regrabado con el fundador del grupo Metallica, Lars Ulrich en la batería. Aunque Snowy Shaw aparece en los créditos como baterista, en el LP lo realiza Morten Nielsen.

## Lista de canciones
| In the Shadows |                                              |                           |          |  |
| N.º            | Título                                       | Escritor(es)              | Duración |  |
| 1.             | «Egypt»                                      | King Diamond              | 4:52     |  |
| 2.             | «The Bell Witch»                             | Hank Shermann, Diamond    | 4:34     |  |
| 3.             | «The Old Oak»                                | Shermann, Diamond         | 8:54     |  |
| 4.             | «Shadows»                                    | Diamond                   | 4:42     |  |
| 5.             | «A Gruesome Time»                            | Michael Denner, Diamond   | 4:31     |  |
| 6.             | «Thirteen Invitations»                       | Diamond                   | 5:17     |  |
| 7.             | «Room Of Golden Air»                         | Denner, Shermann, Diamond | 3:06     |  |
| 8.             | «Legend Of The Headless Rider»               | Shermann, Diamond         | 7:43     |  |
| 9.             | «Is That You...Melissa?»                     | Diamond                   | 4:41     |  |
| 10.            | «Return Of The Vampire...1993» (Bonus track) | Shermann, Diamond         | 5:08     |  |
| 53:28          |                                              |                           |          |  |

## Integrantes
- King Diamond - vocalista
- Hank Shermann - guitarrista
- Michael Denner - guitarrista
- Timi Hansen - bajista
- Snowy Shaw - baterista
- Morten Nielsen - baterista en el LP.

Invitado
- Lars Ulrich -  baterista en "Return of the Vampire"